# Rifargia myconos
Rifargia myconos är en fjärilsart som beskrevs av William Schaus 1892. Rifargia myconos ingår i släktet Rifargia och familjen tandspinnare. Inga underarter finns listade.